# Iwan Konstantinowitsch Romanow

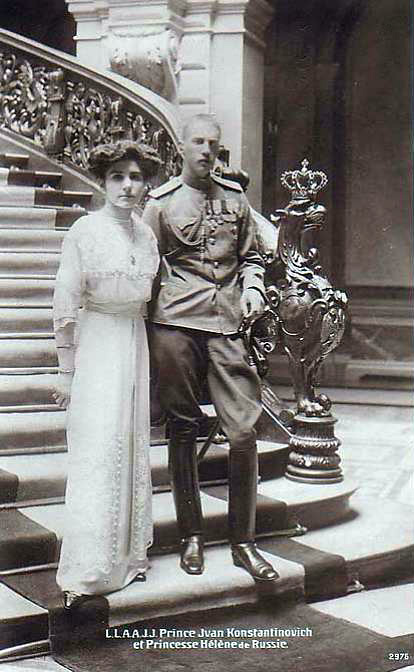
Kaiserlicher Prinz Iwan Konstantinowitsch Romanow zusammen mit seiner Frau Prinzessin Elena von Serbien, 1911

Prinz Iwan Konstantinowitsch Romanow, russisch Иоанн Константинович Романов (* 23. Junijul. / 5. Juli 1886greg. in Pawlowsk; † 18. Juli 1918 in Alapajewsk) war ein Mitglied aus dem Hause Romanow-Holstein-Gottorp.

## Leben
Iwan war der älteste Sohn von Großfürst Konstantin Konstantinowitsch Romanow (1858–1915) und seiner Gattin Prinzessin Elisabeth von Sachsen-Altenburg (1865–1927), Tochter des Prinzen Moritz von Sachsen-Altenburg und Prinzessin Augusta Luise von Sachsen-Meiningen.
Am 21. August 1911 heiratete Großfürst Iwan Konstantinowitsch Romanow in Sankt Petersburg Prinzessin Elena Karađorđević von Serbien (1884–1962), Tochter des Königs Peter I. von Jugoslawien und Prinzessin Zorka Petrović-Njegoš von Montenegro. Aus der glücklichen Ehe gingen zwei Kinder, Iwan Iwanowitsch (1914–1973) und Ekaterina Iwanowna (1915–2007), hervor.
Großfürst Iwan kämpfte im Ersten Weltkrieg in der russischen Armee und wurde als Kriegsheld dekoriert. Bei der russischen Oktoberrevolution kämpfte er an vorderster Front und wurde 1917 gefangen genommen. Im April 1918 wurde er von den Bolschewiken nach Kirow und später Jekaterinburg und Alapajewsk verbannt. Dort wurde er zusammen mit Elisabeth von Hessen-Darmstadt und seinen Brüdern Konstantin Konstantinowitsch Romanow und Igor Konstantinowitsch Romanow in einem Bergwerksschacht in der Nähe von Alapajewsk von der Tscheka ermordet. Ihre Leichen wurden aus der Mine geborgen und Monate später auf einem orthodoxen Friedhof in Peking beigesetzt. Dieser wurde um 1945 zerstört.
Seine Frau konnte 1919 über Schweden nach Frankreich fliehen. Sie starb 1962 in Nizza.

## Erwähnenswertes
- Am 14. Juli 1886 modifizierte Zar Alexander III. die Hausgesetze der Romanows, indem er den Titel „Großfürst“ bzw. „Großfürstin“ auf die Kinder und Enkel in der männlichen Linie eines Zaren einschränkte. Entfernte Nachkommen würden künftig den Titel „Kaiserlicher Prinz“ bzw. „Kaiserliche Prinzessin“ tragen. So war Iwan, ein Urenkel von Zar Nikolaus I., von Geburt „Großfürst“, wurde aber wenige Wochen später nur „Kaiserlicher Prinz“.